# Vicus
En la Antigua Roma, un vicus (plural vici) era un barrio o pequeña aglomeración urbana. 
Durante la época republicana, las cuatro regiones de la ciudad de Roma se dividían en vici. En el siglo I a. C., Augusto reorganizó la ciudad con fines administrativos en 14 regiones, que comprendían 265 vici. Cada vicus tenía su propio consejo de  funcionarios que supervisaban los asuntos locales. Estas divisiones administrativas se han constatado que todavía estaban en vigor al menos hasta mediados del siglo IV.
La palabra latina vicus también se aplicaba a la unidad administrativa más pequeña de una ciudad provincial en el Imperio romano y al asentamiento provincial civil que surgía cercano a un lugar romano oficial, como pudiera ser una guarnición militar o una zona minera en operación.